# 下平正一
下平 正一（しもだいら しょういち、1918年1月10日 - 1995年8月25日）は、日本の政治家。位階は正三位、勲等は勲一等。衆議院議員（10期）。

## 来歴・人物
長野県塩尻市出身。長野県東筑摩農学校（現：長野県塩尻志学館高等学校）中退。国鉄労働組合長野地方本部委員長や塩尻町議などを歴任し、1955年の衆院選に左派社会党から立候補しトップで初当選、続く1958年の衆院選でも、社会党を脱党して立候補・当選した小沢貞孝との革新分裂選挙となったが連続当選。以後小沢が民社党へと移った後も同じ選挙区で相争う様になるが、最終的に10回連続当選した。60年安保闘争では国会内に警官隊を導入した際に負傷する。
1969年8月9日、愛知県内を自動車で走行中に後部から追突される交通事故に遭遇。下平ほか同乗の家族が全治二週間程度の負傷。
1978年に飛鳥田一雄委員長の下で北山愛郎・阿具根登らと日本社会党中央執行副委員長に就任。その年の12月に自民党の総裁選で総裁に選出された大平正芳新総裁下で行われた首班指名選挙で飛鳥田委員長が当時は非国会議員（元横浜市長）だったため、副委員長として代理で社会党の首班指名候補になるも結果は大平首相の誕生に終わる。1981年には現職の飛鳥田委員長の対抗馬として社会党委員長選に立候補、飛鳥田・武藤山治政審会長と争うが落選し副委員長を辞任した。
1983年12月の衆院選で落選。1986年の衆参同日選で復帰を目指すも再度落選、政界から引退した（地盤は北沢清功が継承）。著書に「多くを考え一事を為す」（1982年）がある。
1988年4月の春の叙勲で勲一等に叙され、旭日大綬章を受章する。
1995年8月25日、死去。77歳没。同年9月5日、特旨を以て位記を追賜され、死没日付で正三位に叙された。